# Корсаковский округ
Корсаковский округ — административно-территориальная единица Сахалинского отдела Российской империи, существовавшая в 1884—1905 годах. Располагалась на острове Сахалин. Центр — Корсаковский пост.

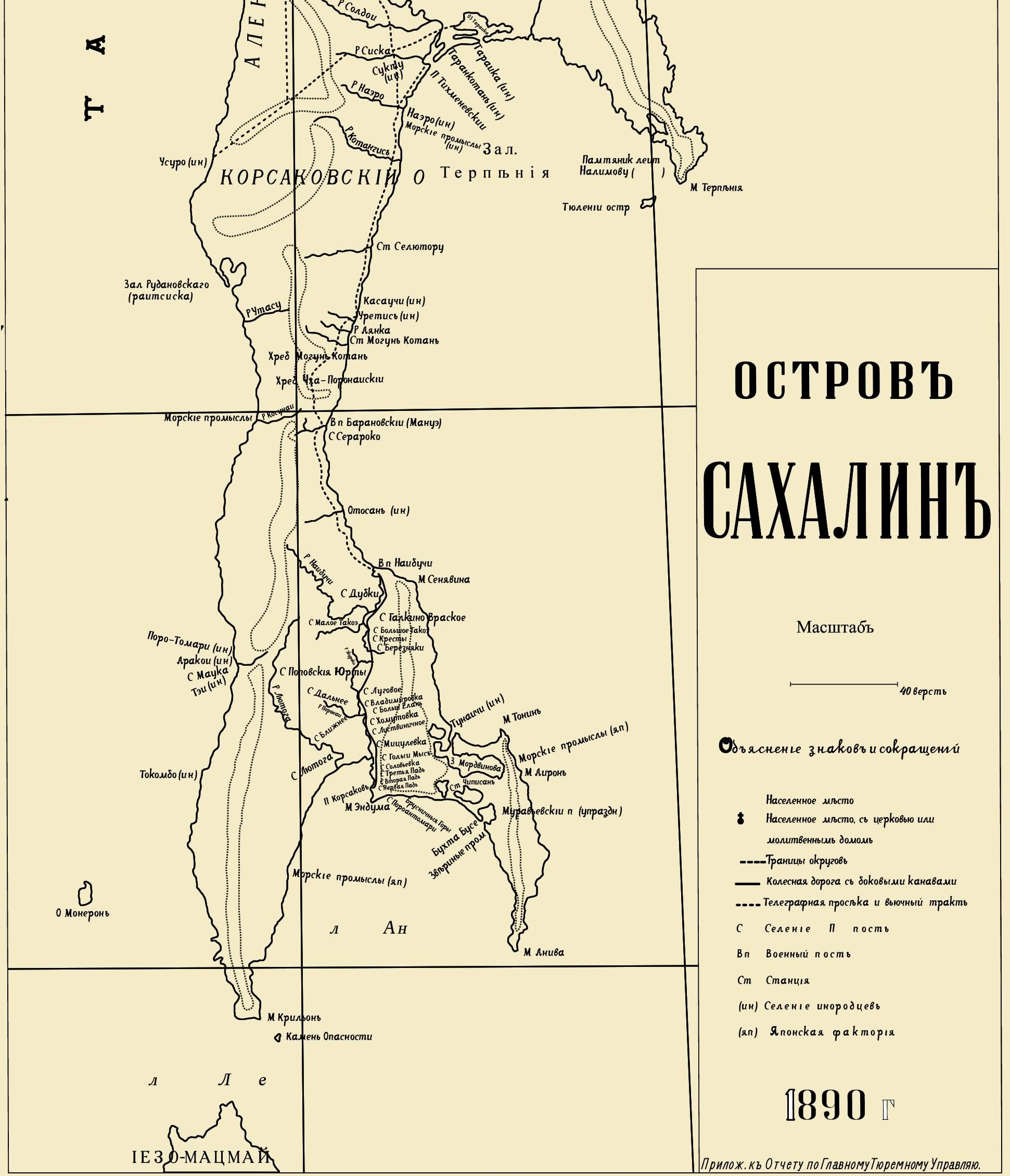
Корсаковский округ Сахалинского отдела Российской империи. Фрагмент административной карты 1890 года

Корсаковский округ был образован в составе Сахалинского отдела 15 мая 1884 года.
По данным переписи населения 1897 года в округе проживало 8555 жителей, из них «свободного состояния» — 4185 человек, ссыльнокаторжных — 1226 человек, ссыльнопоселенцев — 2447 человек, поселенцев из каторжан — 248 человек.
Национальный состав в 1897 году был следующим: русские — 49,8 %, айны — 16,7 %, украинцы — 8,9 %, поляки — 5,2 %, татары — 4,6 %, представители тунгусо-маньчжурских народов — 3,7 %, японцы — 2,6 %, нивхи — 1,1 %,.
В 1898 году в округе имелось 3 церкви, 12 школ, 1 лечебница и 4 околотка.
В 1905 году по Портсмутскому миру Корсаковский округ отошёл Японской империи.
В 1945 году по итогам Второй мировой войны возвращён России в составе СССР. Ныне часть Российской Федерации.